# Beast (2022)
Beast is een Amerikaanse thriller uit 2022, geregisseerd door Baltasar Kormákur.

## Verhaal
Nate, die onlangs zijn vrouw heeft verloren, keert terug naar Zuid-Afrika, waar hij haar voor het eerst ontmoette. Samen met zijn twee tienerdochters reist hij naar een natuurreservaat dat wordt gerund door een oude familievriend. Maar al snel begint een woeste leeuw, die op mensen jaagt, hen aan te vallen en iedereen op zijn pad te verslinden. Hun weg naar verlossing verandert in een strijd waarin hun veerkracht op kracht wordt getest.

## Rolverdeling
| Acteur             | Personage              |
| ------------------ | ---------------------- |
| Idris Elba         | Dr. Nate Samuels       |
| Iyana Halley       | Meredith "Mae" Samuels |
| Leah Sava Jeffries | Norah Samuels          |
| Sharlto Copley     | Martin Battles         |

## Productie
In september 2020 werd Idris Elba aangekondigd voor de hoofdrol in een nieuwe Universal Pictures-film genaamd Beast, gebaseerd op een origineel idee van Jaime Primak-Sullivan en geregisseerd door Baltasar Kormákur. In juni 2021 werden Sharlto Copley, Iyana Halley en Leah Sava Jeffries gecast voor de film.
De opnames begonnen op 1 juni 2021 in Zuid-Afrika en duurden tien weken. Er werd ook gefilmd in de landelijke provincies Limpopo en Noord-Kaap, evenals in Kaapstad.
Een Easter egg in de film was het Jurassic Park-T-shirt dat Meredith draagt op een dodelijke safari. Een duidelijke knipoog naar beide films die in wezen hetzelfde plot hebben.

## Release
De film ging in première op 8 augustus 2022 het Museum of Modern Art in New York.

## Ontvangst
Op Rotten Tomatoes heeft Beast een waarde van 69% en een gemiddelde score van 6,0/10, gebaseerd op 195 recensies. Op Metacritic heeft de film een gemiddelde score van 54/100, gebaseerd op 46 recensies.